# Derolus ruandae
Derolus ruandae es una especie de escarabajo longicornio del género Derolus, tribu Cerambycini, subfamilia Cerambycinae. Fue descrita científicamente por Lepesme & Breuning en 1958.

## Descripción
Mide 8-11,5 milímetros de longitud.

## Distribución
Se distribuye por Ruanda.